# Lloyd Aéreo Boliviano
Pour les articles homonymes, voir Lloyd.
LAB Lloyd Aéreo Boliviano S.A. (ou LAB) (code AITA : LB ; code OACI : LLB) était une compagnie aérienne bolivienne qui a existé du 15 septembre 1925 jusqu'à sa disparition en 2010, après 85 ans de fonctionnement continu. Son hub principale était a Cochabamba. Elle était la deuxième compagnie aérienne plus ancienne  d'Amérique du Sud, après Avianca, et l'une des plus anciennes compagnies aériennes au monde jusqu'à sa faillite en 2010.
Son premier avion était un Junkers F-13, baptisé Oriente.
La société est créée le 15 septembre 1925 à La Paz par Guillermo Kyllmann avec un capital de Bs. 1.000.000.00 
De décembre 1995 à 2001, pendant six ans, elle a appartenu à la VASP avant de redevenir une entreprise bolivienne.

## Destinations
Vols internationaux :
- Bogota,  Colombie
- Buenos Aires,  Argentine
- Caracas,  Venezuela
- La Havane,  Cuba
- Cusco, Lima,  Pérou
- Madrid,  Espagne
- Panama City,  Panama
- Mexico, Cancun  Mexique
- Miami, Washington  États-Unis

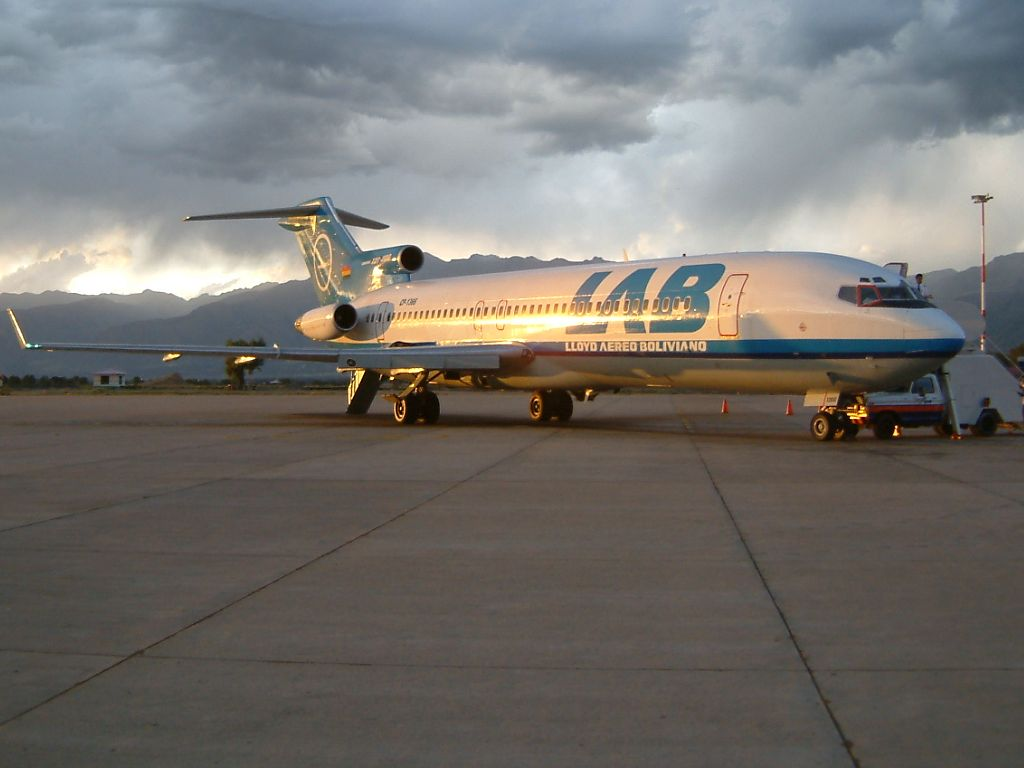
LAB Boeing 727

- São Paulo, Río de Janeiro, Belo Horizonte, Corumba  Brésil
- Santiago de Chile, Iquique  Chili

Vols intérieurs :
- Cochabamba
- Córdoba
- La Paz
- Santa Cruz
- Sucre
- Tarija.

## Flotte
- 4 Boeing 727-200 (reg. CP-1276, CP-2455, CP-2428, CP-1367)
- 1 Boeing 737-300 (reg. CP-2313)
- 2 Boeing 767-300 (Reg. CP-2425, CP-2426)

## Aerolíneas Sudamericanas
Compagnie aérienne bolivienne basée à l'aéroport international El Alto, La Paz, fondée en mars 2008 avec pour destinations prévues les villes de Cochabamba, La Paz, Santa Cruz de la Sierra, Sucre, Tarija et Puerto Suárez.
Le 19 mai 2008, Aerolíneas Sudamericanas signe une alliance stratégique avec la Lloyd Aéreo Boliviano pour optimiser les ressources des deux compagnies et réduire les coûts d'exploitation.
Sa flotte était composée d'un unique Boeing 727-200 et avait pour projet d'en acheter deux autres mais la compagnie cesse ses opérations en 2008 à cause de problème financiers.

## Accidents et incidents[2]
- Le 21 août 1944, un Lockheed Model 18 Lodestar du LAB (immatriculé CB-25) a été détruit dans un incendie à l'aéroport de La Paz.
- Le 29 mai 1947, un Douglas C-47 Skytrain du LAB (immatriculé CB-32) s'est écrasé près de Trinidad.

- Le 10 août 1949, un Curtiss-Wright C-46 Commando du LAB (immatriculé CB-37) s'est écrasé près de Rurrenabaque. En septembre de la même année, un Lodestar (immatriculé CB-26) a été endommagé de manière irréparable lors d'une fusillade pendant la Révolution nationale bolivienne.

- En 1950, deux C-46 du LAB se sont écrasés: le CB-51 près de Cochabamba le 24 avril, et son avion jumeau CB-38 le 2 octobre près du lac La Laguna.
- Le 1er janvier 1951, un LAB C-47 (immatriculé CB-31) a été endommagé de manière irréparable lors d'un atterrissage en catastrophe à l'aéroport de La Paz.
- Le 3 novembre 1953, un Douglas DC-3 de la Lloyd Aéreo Boliviano (immatriculé CP-600) s'écrasa sur une montagne près de Potosí, tuant les 25 passagers et les 3 membres d'équipage à bord. L'appareil effectuait un vol intérieur régulier entre Camiri et Sucre.
- Le 5 septembre 1955, deux avions du LAB sont entrés en collision en plein vol au-dessus de Cochabamba: un DC-3 (immatriculé CP-572) effectuant un vol passager régulier et un Boeing B-17G (CP-597) effectuant un vol cargo. Le Boeing s'est écrasé, tuant les trois membres d'équipage. Le DC-3 a réussi à effectuer un atterrissage d'urgence.
- Le 25 août 1956, un DC-3 de Lloyd Aéreo configuré pour le transport de marchandises (immatriculé CP-506) s'est écrasé à l'aéroport de La Paz, tuant deux des trois personnes à bord.
- Le 26 septembre 1956, le premier détournement d'un vol commercial à des fins politiques fut celui du Lloyd Aereo Boliviano. L'avion (DC-4) transportait 47 prisonniers. Ils étaient transportés de Santa Cruz, en Bolivie, à El Alto, dans la province de La Paz. Là, un groupe politique les attendait pour les conduire au camp de concentration de Carahuara de Carangas, dans la province d'Oruro. Les 47 prisonniers prirent le contrôle de l'avion en plein vol et le dévièrent vers Tartagal, en Argentine. Deux des 47 prisonniers prirent les commandes de l'avion et reçurent l'ordre de se dévier à nouveau vers Salta, en Argentine, car l'aérodrome de Tartagal n'était pas assez grand pour le DC-4. Ils obtempérèrent et arrivèrent quelques instants plus tard sains et saufs à Salta. Ils dénoncèrent au gouvernement l'injustice dont ils étaient victimes et obtinrent l'asile politique.
- Le 18 mars 1957, un autre DC-3 (immatriculé CP-535), qui effectuait un vol passager de Cochabamba à Oruro, s'est écrasé sur une montagne près de Sayari. Les 16 passagers et les 3 membres d'équipage ont péri.
- Le 31 décembre 1959, les 11 occupants d'un LAB C-47 (immatriculé CP-584) sont morts lorsque l'avion s'est écrasé peu après le décollage d'un aérodrome près de San José de Chiquitos.
- Le 5 février 1960, un Douglas DC-4 (immatriculé CP-604) de la Lloyd Aéreo Boliviano, effectuant un vol passagers régulier entre Cochabamba et La Paz, s'est écrasé peu après son décollage dans la Laguna Huañacota, un lac de montagne, à la suite d'un incendie moteur. Les 55 passagers et les 4 membres d'équipage ont perdu la vie (une fillette de deux ans a pu être sauvée, mais est décédée plus tard à l'hôpital).
- Le 21 août 1962, un LAB C-47 (immatriculé CP-536) s'est écrasé près de l'aéroport de Cochabamba lors d'un vol d'essai après maintenance, tuant quatre des cinq personnes à bord.
- Le 15 mars 1963, vers 13 h 55, heure locale, le vol 915 de Lloyd Aéreo Boliviano en provenance d'Arica (Chili) et à destination de La Paz, opéré ce jour-là par un Douglas DC-6 (immatriculé CP-707), s'est écrasé sur le mont Chachakumani, tuant les 36 passagers et trois membres d'équipage. Au moment de l'accident, la visibilité était réduite en raison du mauvais temps.
- Le 4 février 1964, un avion LAB C-47 (immatriculé CP-568) s'est écrasé peu après son départ de l'aéroport de Yacuiba, tuant deux des 29 personnes à bord.

- Le 3 août 1966, un C-46 LAB (immatriculé CP-730), qui effectuait un vol cargo entre Riberalta et Cochabamba, s'est écrasé dans une cordillère des Andes , tuant les trois personnes à bord. L'accident est probablement dû à une erreur de navigation du pilote, qui avait choisi une mauvaise trajectoire et volé à une altitude inadéquate.

- Le 19 avril 1968, un DC-3 de la compagnie LAB (immatriculé CP-734) s'est écrasé peu après son décollage d'une piste d'atterrissage à Trinidad. Bien que l'appareil ait été irréparablement endommagé, il n'y a eu aucun décès.
- Le 26 septembre 1969, vers 15 h 10, heure locale, un DC-6 de LAB (immatriculé CP-968) transportant 69 passagers et 5 membres d'équipage sur un vol régulier reliant Santa Cruz de la Sierra à La Paz s'est écrasé sur le mont Choquetanga, à 176 kilomètres de l'aéroport de destination. Il n'y avait aucun survivant lorsque l'épave a été retrouvée trois jours plus tard. Dix-sept footballeurs boliviens figuraient parmi les passagers.
- Le 16 décembre 1971, un vol de passagers de la compagnie LAB reliant Sucre à La Paz fut détourné et on demanda à ce qu'il soit dérouté vers le Chili. L'avion atterrit à l'aéroport de Cochabamba, mais les forces de police prirent d'assaut l'avion et arrêtèrent le coupable. Dans la fusillade qui s'ensuivit, un membre d'équipage et un passager furent tués.
- Le 13 octobre 1976 à 13h32, heure locale, un Boeing 707 cargo (immatriculé N730JP), affrété par LAB pour un vol cargo de Santa Cruz de la Sierra à Miami, s'est écrasé juste après son décollage de l'aéroport d'El Trompillo sur une zone résidentielle et un terrain de football bondé, tuant les trois membres d'équipage ainsi que 88 personnes au sol. Il s'agit de la catastrophe aérienne la plus meurtrière jamais survenue en Bolivie. L'accident est probablement dû à une mauvaise sélection de poussée par les pilotes, empêchant l'avion de prendre suffisamment d'altitude.
- Le 23 janvier 1980, un Fairchild F-27J (immatriculé CP-1175) de la compagnie LAB a quitté la voie de circulation alors qu'il était au sol à l'aéroport de Santa Ana del Yacuma et s'est écrasé dans un fossé. Le réservoir de carburant a alors été percé par des débris de l'hélice. L'incendie qui a suivi a détruit l'appareil, mais les 15 passagers et les trois membres d'équipage ont pu être sauvés.
- Le 2 juin 1980, un F-27J de Lloyd Aéreo Boliviano (immatriculé CP-1117) s'est écrasé sur une colline alors qu'il approchait de l'aéroport de Yacuiba , tuant les 10 passagers et les trois membres d'équipage à bord.
- Le 16 mars 1984, un autre F-27M (immatriculé CP-862) s'est écrasé, cette fois dans une jungle quelque part entre Trinidad et San Borja, coûtant la vie aux 20 passagers et aux trois membres d'équipage.
- Le 23 janvier 1985, un passager a fait exploser une bombe dans les toilettes d'un vol LAB reliant La Paz à Santa Cruz de la Sierra, le tuant. L'appareil impliqué, un Boeing 727-200 immatriculé CP-1276, a été lourdement endommagé, mais a pu atterrir en toute sécurité. Il n'y a eu aucun décès parmi les 119 autres passagers et les sept membres d'équipage.
- Le 31 août 1991, un Boeing 707 de LAB (immatriculé CP-1365) a été détruit dans un incendie de hangar à l'aéroport régional de Dothan aux États-Unis.
- Le 22 décembre 1994, un Fokker F27 Friendship de Lloyd Aéreo Boliviano (immatriculé CP-2165) est sorti de la piste de l'aéroport de Guayaramerín après un décollage interrompu et s'est écrasé contre des arbres. Les 36 passagers et les quatre membres d'équipage ont survécu à l'accident. La destination prévue du vol intérieur était San Joaquín.
- Le 9 janvier 2001 à 17h20, heure locale, le train d'atterrissage principal gauche d'un Boeing 727-200 de la compagnie LAB (immatriculé CP-2323) s'est effondré alors qu'il roulait à l'aéroport de Buenos Aires-Ezeiza avant un vol régulier à destination de Santa Cruz de la Sierra. L'enquête a conclu que l'accident, qui n'a fait aucun blessé parmi les 138 passagers et les 8 membres d'équipage, mais a laissé l'appareil irréparable, était dû à la corrosion.
- Le 7 août 2004, un Boeing 767-300ER de LAB (immatriculé CP-2425) a subi un atterrissage brutal à l'aéroport international de Viru Viru après un vol régulier en provenance de Miami et a été considérablement endommagé.
- Le 1er février 2008 à 10h35, heure locale, les pilotes du vol Lloyd Aéreo Boliviano 301, un Boeing 727-200 (immatriculé CP-2429), ont dû effectuer un atterrissage forcé dans une clairière près de Trinidad, faute de carburant. L'appareil, qui transportait 151 passagers et 5 membres d'équipage, effectuait un vol régulier entre La Paz et Cobija lorsqu'il a dû se dérouter vers Trinidad en raison des mauvaises conditions météorologiques, ne parvenant pas à parcourir la distance avec le carburant restant. Il n'y a eu aucun décès ; l'appareil a été endommagé au-delà de toute réparation.